# Marcel Essombé
Marcel Josué Essombé (Douala, 6 maggio 1988) è un calciatore camerunese, attaccante del Pacy.

## Carriera
Ha collezionato oltre 100 presenze nella seconda divisione francese con varie squadre.